# Erland Josephson
Erland Josephson (15. červen 1923 Stockholm, Švédsko – 25. únor 2012 Stockholm) byl švédský herec, režisér a spisovatel. Proslavil se zejména ve snímcích svého blízkého přítele Ingmara Bergmana, s nímž spolupracoval i na dvou scénářích k jeho filmům.
Byl hlavním bergmanovským hercem 70. let, celkem hrál ve čtrnácti jeho filmech – Det regnar på vår kärlek (1946), Till glädje (1950), Ansiktet (1958), Nära livet (1958), Hodina vlků (1968), En passion (1969), Viskningar och rop (1972), Scener ur ett äktenskap (1973), Trollflöjten (1975), Ansikte mot ansikte (1976), Höstsonaten (1978), Fanny a Alexandr (1982), Efter repetitionen (1984), Larmar och gör sig till (1997) a Saraband (2003). V 80. letech ho obsazoval i Andrej Tarkovskij: Nostalgie (1983), Oběť (1986). Hrál i ve snímku Nesnesitelná lehkost bytí z roku 1988, adaptaci Kunderova stejnojmenného románu.